# Ahmadpur (Maharashtra)
Ahmadpur (o Ahmedpur, Rajura) è una città dell'India di 35.786 abitanti, situata nel distretto di Latur, nello stato federato del Maharashtra.  In base al numero di abitanti la città rientra nella classe III (da 20.000 a 49.999 persone).

## Geografia fisica
La città è situata a 18° 41' 60 N e 76° 55' 60 E e ha un'altitudine di 513 m s.l.m..

## Società

### Evoluzione demografica
Al censimento del 2001 la popolazione di Ahmadpur assommava a 35.786 persone, delle quali 18.900 maschi e 16.886 femmine. I bambini di età inferiore o uguale ai sei anni assommavano a 5.137, dei quali 2.753 maschi e 2.384 femmine. Infine, coloro che erano in grado di saper almeno leggere e scrivere erano 24.573, dei quali 14.323 maschi e 10.250 femmine.